# Muara Merang
Muara Merang is een bestuurslaag in het regentschap Musi Banyuasin van de provincie Zuid-Sumatra, Indonesië. Muara Merang telt 4627 inwoners (volkstelling 2010).